# Tansel Öngel
Tansel Öngel   (Kilis, 24 de setembre de 1976) nom artístic de Deniz Tansel Öngel és un actor turc.

## Biografia
Öngel és fill d'una família d'immigrants. La seva àvia paterna és immigrant de Tessalònica, mentre que la seva àvia materna és egípcia i el seu avi és libanès. Va néixer a Kilis, on els seus pares van treballar com a professors, i més tard va créixer a Ankara. Öngel es va graduar al Conservatori Estatal d'Ankara de la Universitat Hacettepe l'any 2000 amb una llicenciatura en estudis de teatre. El mateix any, va començar a treballar als Teatres Estatals Turcs de Trabzon i més tard es va incorporar al Teatre Estatal d'Istanbul. Va fer el seu debut televisiu el 2004 amb la sèrie Uy Başımıza Gelenler, protagonitzat al costat de Hakan Yılmaz i Başak Köklükaya. Va tenir el paper principal a la sèrie de 2010 Kılıç Günü, dirigida per Osman Sınav i Raşit Çelikezer.
Öngel va guanyar més protagonisme amb la seva interpretació d'Alvise Gritti a Muhteşem Yüzyıl durant 36 episodis. Entre el 2012 i el 2014, va estar entre el repartiment principal de Benim İçin Üzülme, protagonitzat al costat de Fulya Zenginer, Çağlar Ertuğrul i Öykü Çelik. Més tard va aparèixer com Mert a la sèrie Yaz'ın Öyküsü, abans de protagonitzar amb Nesrin Cavadzade a la pel·lícula Son Mektup, que es va estrenar el 2015.

## Teatre
- Un tramvia anomenat desig: Tennessee Williams - Oyun Atölyesi - 2017
- Coriolanus: William Shakespeare - Istanbul State Theatre - 2016
- El gran Gatsby: Scott Fitzgerald - Istanbul State Theatre - 2015
- Incendies: Wajdi Mouawad - Istanbul State Theatre - 2011
- Doğal Zehir: Eric Chappel - Teatre Estatal de Trabzon - 2009
- The Dumb Waiter: Harold Pinter - Teatre Estatal de Trabzon - 2007
- Benerci Kendini Niçin Öldürdü: Nâzım Hikmet - Teatre Estatal d'Istanbul - 2005
- All My Sons: Arthur Miller - Teatre Estatal de Trabzon - 2004
- La botiga dels horrors: Howard Ashman - Teatre Estatal de Trabzon - 2003
- Twelfth Night: William Shakespeare - Teatre Estatal de Trabzon - 2003
- De qui és la vida de totes maneres?: Brian Clark - Teatre Estatal de Trabzon - 2002
- El somni d'una nit d'estiu: William Shakespeare - Teatre estatal de Trabzon - 2001
- Kurban: Güngör Dilmen - Teatre Estatal de Trabzon- 2000
- Zengin Mutfağı: Vasıf Öngören - Teatre Estatal de Trabzon - 1999
- Yaşar Ne Yaşar Ne Yaşamaz: Aziz Nesin - Teatre Estatal de Trabzon - 1999
- Birimiz Hep İçin: Zühtü Erkan - Teatre Estatal de Trabzon - 1999

## Filmografia

### Sèrie de televisió
- Mavera (2021): Mahmud
- Masumlar Apartmanı[1](2020–): Naci
- Kırmızı Oda (2020) - Tarık
- Ya İstiklal Ya Ölüm (2020)
- Kalbimin Sultanı (2018): Namık Paşa
- Kanıt Ateş Üstünde (2016): Kaan
- Yaz'ın Öyküsü (2015): Mert
- Benim İçin Üzülme (2012): Niyazi
- Muhteşem Yüzyıl (2011): Alvise Gritti
- Geniş Aile (2010): Cihangir (aparició de convidat)
- Kılıç Günü (2010): Kılıç Ali
- Bu Kalp Seni Unutur Mu? (2009): Yalçın
- Elveda Derken (2007): Kerim
- Adak (2006): Zeynel
- Güz Yangını (2005): Kerem
- Kaybolan Yıllar (2006): aparició de convidat
- Kısmet (2005)
- Avrupa Yakası (2005): Demir
- Uy Başuma Gelenler (2004): Volkan

### Programes de televisió
- Maske Kimsin Sen? (2022) - presentador

### Pel·lícula
- Hayalet: 3 Yasam (2020) - Nevzat
- Kader Postası (2019)
- Bizim Köyün Şarkısı (2018) - Mehmet
- Babamın Kanatları (2016) - Resul
- Son Mektup (2015) - Salih Ekrem
- Mucize (2014) - Cemilo
- Dekupe (2011) - Serkan
- Kısmet (2004) - Kadir